# Valdas Kasparavičius
Valdas Kasparavičius (Marijampole, 17 gennaio 1958) è un ex calciatore lituano, fino al 1991 sovietico, di ruolo difensore.

## Carriera
Veste le maglie di Žalgiris, Atlantas, SKA Odessa, Nikopol', Remscheid, Jagiellonia Białystok e Gevelsberg. Nel 1983, quando è nelle file dello Žalgiris, vince il premio come miglior calciatore lituano dell'anno.
Vanta 267 presenze e 19 reti con lo Žalgiris, solamente 103 delle quali nella massima divisione sovietica.

## Palmarès

### Club

#### Competizioni nazionali
- Pervaja Liga: 1

Žalgiris: 1982

### Individuale
- Calciatore lituano dell'anno: 1

1983